# قورشالو
قورشالو، روستایی است از توابع بخش مرکزی شهرستان ارومیه استان آذربایجان غربی ایران.

## جمعیت
این روستا در دهستان باراندوزچای شمالی قرار داشته و بر اساس سرشماری سال ۱۳۸۵ جمعیّت آن ۲۱۲ نفر (۵۹ خانوار)
بوده‌است.